# Османский Йемен
Османский Йемен — история Йемена в составе Османской империи.

## Первое османское завоевание
В первой половине XVI века, при султане Сулеймане I Великолепном, Северный Йемен был завоёван турками-османами, но власть османского султана была слаба из-за географической удалённости. Аден захватывался османами в 1538 году.
В результате народного восстания против османов их войска в 1633 году, при султане Мураде IV, были изгнаны из Йемена и в стране установилась власть зейдитских имамов.

## Период без османов
В начале XIX века прибрежные районы Йемена подверглись нашествию ваххабитов, а в 1818 году имамат утратил Тихаму, занятую египетскими войсками. В 1840 году, при султане Абдул-Меджиде I, после эвакуации египтян, Тихама отошла под власть правителей города Абха (Асир), а в 1849 году, при том же султане, в ней была восстановлена власть османов.
В 1839 году Аден был захвачен Великобританией.

## Второе османское завоевание
Усилившиеся междоусобицы в среде йеменских феодальных группировок, подогреваемые османскими властями и британскими губернаторами Адена, привели к развалу имамата и восстановлению в 1872 году, при султане Абдул-Азизе, османского господства. Имамы сохранили только духовный суверенитет над зейдитскими племенами.
Грабительская деятельность османских наместников встречала активное сопротивление народных масс, неоднократно поднимавших восстания. В 1904 году, при султане Абдул-Хамидe II, антиосманское восстание горных племен Йемена возглавил имам Яхья бен Мухаммед Хамид-ад-Дин, под предводительством которого повстанцы нанесли несколько серьезных поражений османским войскам. В 1905 году была освобождена Сана. В 1911 году, при султане Мехмедe V, османское правительство было вынуждено признать автономию Северного Йемена, в котором светская власть была передана Яхье.
Во время Первой мировой войны Йемен номинально сохранял вассальные отношения с Османской империей, но в военных действиях не участвовал.
В 1918 году имам Яхья стал королём Йемена.